# フレディ・ギブス
フレディ・ギブス（英: Freddie Gibbs、本名: Fredrick Tipton、1982年6月14日 - ）は、アメリカ合衆国インディアナ州ゲーリー出身のラッパー、ソングライター。別名ギャングスタ・ギブス（Gangsta Gibbs）としても知られており、ヒップホップグループStr8 Slammin'Clickのメンバーでもある。
多数のミックステープをリリースした後、2013年にデビュー・アルバム『ESGN』をリリース。その後『Shadow of a Doubt』 (2015年)、『You Only Live 2wice』 (2017年)、『Freddie』 (2018年)などのソロアルバムをリリースした他、MadlibやThe Alchemistとのコラボレーティヴ・アルバムなどを多数発表している。

## 略歴

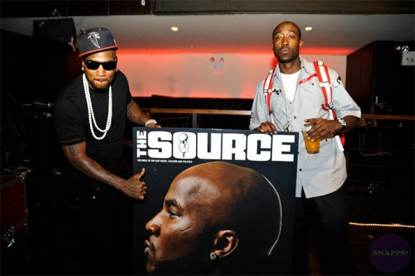
Young Jeezy(左)とFreddie Gibbs（2011年）

2006年にインタースコープ・レコードと契約、その後ロサンゼルスに移りアルバムを収録するも一年後にレコード会社の方針が変わり契約を切られる。
2011年にはヤング・ジージーのレーベルであるCTE Worldと契約するが、2012年8月にはヤング・ジージーがビジネスベンチャーを一旦リセットするため、ギブスを手放す。このことはお互い合意の上でギブスは対立などは一切なかった。
多数のミックステープの自主リリースを経て、2013年6月19日に自身のレーベルESGNからデビューアルバム『ESGN』をリリースした。
2014年10月31日、マッドリブとのコラボアルバム『Piñata』をリリースする。
2015年11月20日、2作目のソロアルバム『Shadow of a Doubt』をリリースする。
2017年3月31日、3作目のソロアルバム『You Only Live 2wice』をリリースする。
2018年6月22日、4作目のソロアルバム『Freddie』をリリースする。10月31日にはカレンシーとアルケミストとのコラボアルバム『Fetti』をリリースする。
2019年6月28日、マッドリブとのコラボアルバム『Bandana』をリリースする。
2020年5月29日、アルケミストとのコラボアルバム『Alfredo』をリリースする。このアルバムは第53回グラミー賞の最優秀ラップ・アルバム賞にノミネートされた。

## 音楽性

### 影響を受けたアーティスト
フレディ・ギブスは2012年のインタビューで影響を受けたアーティストとして、スカーフェイス、DMX、2パック、ジェイ・Z、ナズ、ボーン・サグズン・ハーモニー、ゲトー・ボーイズ、UGK、スリー・6・マフィア、アウトキャスト、リークウォン、エミネム、トゥイスタ、アイス・キューブ、N.O.R.E.、オール・ダーティ・バスタードを挙げている。

## 人物
2014年11月4日、ニューヨーク州ブルックリン区ウィリアムズバーグのレコード店で演奏を終えた後、車の中に座っていたフレディ・ギブスに対し銃撃戦が起きた。フレディ・ギブスは無傷で逃がれ、側近の2人が撃たれたが命に別状はなかった。
2015年5月、地元インディアナ州ゲーリーの子供たちのに学用品を購入するために、School Supply Giveaway of Garyを支援する基金を立ち上げた。フレディ・ギブスは、「ゲイリーで育った私のような子供が自分で何かを作る機会はほとんどありませんでした。基本的な用品を持っていなかったために学校でうまくやっていこうという意欲がほとんどなく、多くの人が暗い道に進んでしまいました」と説明している。

## ディスコグラフィ

### スタジオ・アルバム
- ESGN (2013年)
- Shadow of a Doubt (2015年)
- You Only Live 2wice (2017年)
- Freddie (2018年)
- $oul $old $eparately (2022年)
- You Only Die 1nce (2024年)

### コラボレーション・アルバム
- Piñata (with Madlib) (2014年)
- Fetti (with Curren$y & The Alchemist) (2018年)
- Bandana (with Madlib) (2019年)
- Alfredo (with The Alchemist) (2020年)
- Alfredo2  (with The Alchemist) (2025年)